# Буш, Падди
Па́дди (Пэ́дди, при рождении Па́трик) Буш (англ. Paddy [Patrick] Bush; род. 9 июля 1952, Бекслихит, Кент, Англия, Великобритания) — британский музыкант, изготовитель музыкальных инструментов, художник. Учился в Лондонском мебельном колледже (англ. London College of Furniture; ныне в составе Лондонского Гилдхоллского университета). Получил известность благодаря сотрудничеству со своей младшей сестрой — певицей и композитором Кейт Буш; принимал участие в записи всех её студийных альбомов. Играет как на обычных (гитара, мандолина, губная гармоника), так и на редких и экзотических для популярной музыки инструментах (балалайка, ситар, кото, диджериду). Входил в оригинальный состав первой аккомпанирующей группы Кейт Буш KT Bush Band. В 1980-е годы сотрудничал с британской группой альтернативной музыки Shelleyan Orphan. В 1993 году совместно с Колином Ллойдом-Такером (англ. Colin Lloyd-Tucker) создал группу Bushtucker.